# Kewaunee
Kewaunee är administrativ huvudort i Kewaunee County i Wisconsin i USA. Vid 2010 års folkräkning hade Kewaunee 2 952 invånare. Museibåten Tug Ludington är en av de främsta sevärdheterna i Kewaunee.